# دل‌های شکسته
دل‌های شکسته یک فیلم هندی ساختهٔ ۱۹۸۶ با درخشش راجش خانا است. نام اصلی فیلم آمریت است که نام نقش اول آن هم می‌باشد. کارگردانی دل‌های شکسته با موهان کومار بوده که ۳ سال پیش از ساخت این فیلم، فیلم دیگری به نام اوتار را با درخشش راجش خانا به روی پردهٔ سینماها داشت.

## در ایران
دل‌های شکسته در کنار چند فیلم دیگر از راجش خانا (مانند گلستان و اوتار که آنها هم با مضمون گرامی داشتنِ ارجِ پدر و مادر ساخته شده بودند) در ایران پس از انقلاب با اقبال بسیاری روبه‌رو شد و توانست با پخش چندباره از تلویزیون، کمکی بزرگ در بدل شدن راجش خانا به نمادی برای فیلم‌های هندی (در ایران) کند.
هنرمندانی که در دوبلهٔ این فیلم به فارسی شرکت داشته‌اند:
| صداپیشه         | نقش   |
| حسین عرفانی     | آمریت |
| شهلا ناظریان    | کوملا |
| منوچهر والی‌زاده |       |
| مینو غزنوی      | رکا   |
| زهره شکوفنده    |       |
| کیکاووس یاکیده  |       |
| خسرو خسروشاهی   |       |
| رزیتا یاراحمدی  |       |
| محمدعلی دیباج   |       |

## بن‌مایه
- همکاری‌کنندگان ویکی‌پدیا، «Amrit»، ویکی‌پدیای انگلیسی، دانشنامهٔ آزاد (بازیابی ۲۶ تیر ۱۳۹۳).